# Jaroslav Růžek
Jaroslav Růžek (* 26. června 1943) je bývalý československý fotbalový brankář.

## Fotbalová kariéra
V československé lize hrál za Bohemians Praha. Nastoupil v 18 ligových utkáních. Za dorosteneckou reprezentaci nastoupil ve 3 utkáních.

## Ligová bilance
| Ročník                                   | Zápasy | Góly | Klub            |
| ---------------------------------------- | ------ | ---- | --------------- |
| 1. československá fotbalová liga 1966/67 | 13     | 0    | Bohemians Praha |
| 1. československá fotbalová liga 1967/68 | 5      | 0    | Bohemians Praha |
| CELKEM                                   | 18     | 0    |                 |